# Piper novae-hispaniae
Piper novae-hispaniae är en pepparväxtart som beskrevs av C. Dc.. Piper novae-hispaniae ingår i släktet Piper och familjen pepparväxter. Inga underarter finns listade i Catalogue of Life.